# Eugène Beaudouin

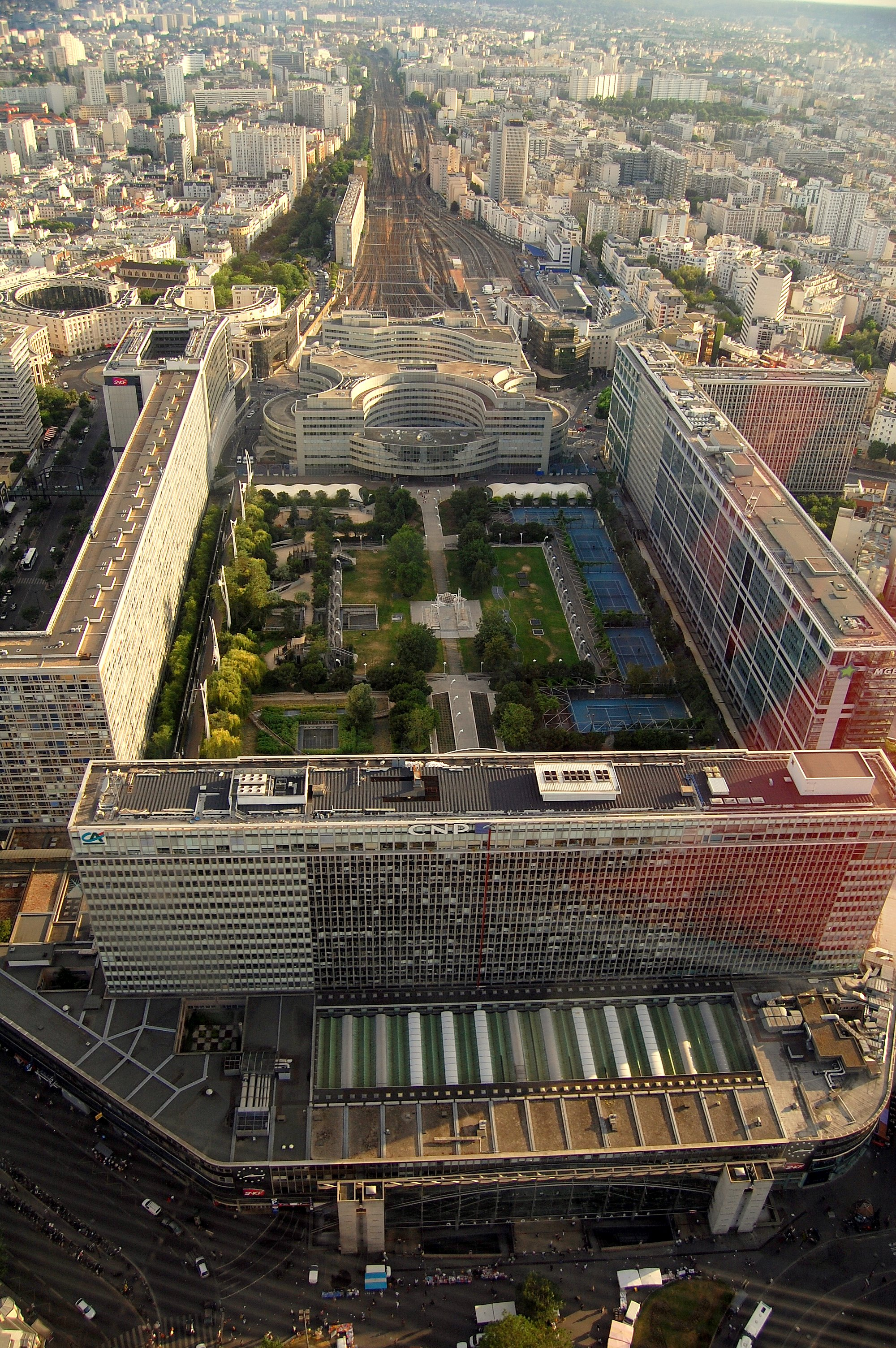
Maine-Montparnasse i Paris

Eugène Beaudouin, född 1898, död 1983, var en fransk stadsplanerare  och arkitekt. Hans mest kända verk är: Maine-Montparnasse i Paris, Cité Rotterdam i Strasbourg, franska ambassaden i Ottawa, franska ambassaden i Moskva, Montparnassetornet i Paris,
Cité de la Muette i Drancy.

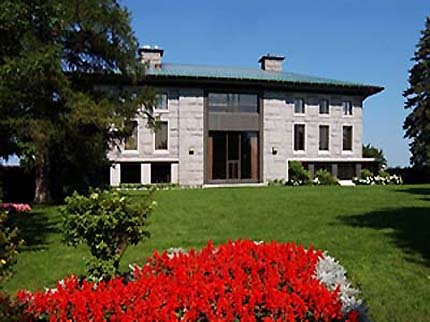
Franska ambassaden i Ottawa

Han samarbetade med arkitekt Marcel Lods. På 30-talet var han initiativtagare (tillsammans med Marcel Lods) hölje av prefabricerade.